# Грибан Григорій Петрович
Грибан Григорій Петрович (нар. 19 квітня 1952, с. В'язовець, Пулинського району, Житомирської області) — український учений у галузі фізичної культури і спорту та педагогіки, професор кафедри, заслужений діяч науки і техніки України, доктор педагогічних наук, професор, академік Національної академії наук вищої освіти України, дійсний член Української академії наук, академік Академії наук вищої школи України (2019), заслужений професор Житомирського державного університету імені Івана Франка, почесний професор Поліського національного університету.

## Життєпис
Григорій Петрович Грибан народився 19 квітня 1952 року в селі В’язовець Пулинського району Житомирської області. Закінчив у 1971 році Коростишівське педагогічне училище імені Івана Франка, у 1978 році з відзнакою факультет фізичного виховання Вінницького державного педагогічного інституту імені М. Островського. У 1980-1983 рр. навчання в аспірантурі Київського державного інституту фізичної культури.

## Професійна діяльність
1971 - учитель праці в Серницькій середній школі, Зарічненського району, Рівненської області
1972-1974 - військова служба у лавах Радянської Армії в Чехословаччині в розвідці
1986 - захист кандидатської дисертації зі спеціальності 13.00.04 — теорія та методика фізичного виховання та спортивного тренування на тему «Психологічна підготовка висококваліфікованих легкоатлетів на основі удосконалення спеціалізованих вольових проявів»
2013 - захист докторської дисертації зі спеціальності 13.00.02 — теорія та методика навчання (фізична культура, основи здоров’я) на тему: «Методична система фізичного виховання студентів аграрних університетів»
1983-2013 - працював у Поліському національному університеті на посадах викладача, старшого викладача, доцента, професора, завідувача кафедри фізичного виховання
2013-донині - працює у Житомирському державному університеті професором кафедри фізичного виховання та спортивного вдосконалення
2013-2018 - завідувач кафедри фізичного виховання та рекреації Житомирського державного університету ім. І. Франка
1991 - доцент кафедри фізичного виховання Житомирського агроекологічного університету (ЖАЕУ)
2015 - академік Національної академії наук вищої освіти України
2019 - дійсний член (академік) Української академії наук та академік Академії наук вищої освіти України.

## Наукові ступені та вчені звання
- 1986 - кандидат педагогічних наук

- 1991 - присвоєно вчене звання доцента

- 2013 - доктор педагогічних наук

- 2014 - присвоєно вчене звання — професор (диплом — 12 ПР № 009996 від 22.12.2014 р.).

## Нагороди
- 2008 - медаль Президента України «За працю і звитягу»

- 2011 - нагрудний знак «Відмінник освіти України»

- 2012 - нагороджений медаллю Національного комітету України "За внесок в олімпійський рух"

- 2012 - медаль Житомирського військового інституту імені С. П. Корольова "За розвиток військової науки і освіти"

- 2012 - почесна відзнака «За заслуги» ЦР ФСТ «Україна»

- 2012 - почесна відзнака Комітету з фізичного виховання і спорту Міністерства освіти і науки України

- 2012 - «Відзнака» — за заслуги перед містом Житомиром

- 2016 - медаль всеукраїнського об’єднання «Країна» «За розвиток українського спорту»

- 2016 - почесна відзнака Міжнародного союзу козацтва «Вірність козацьким традиціям»

- 2017, 2018, 2019 - повний кавалер орденів Міжнародного союзу козацтва «Честь, Віра, Слава»

- 2017 - почесне звання «Заслужений діяч науки і техніки України»

- 2017 - орден Всеукраїнського об’єднання «Країна» «За розбудову України»

- 2017 - медаль НОК України «За внесок у олімпійський рух»

- 2017 - медаль «Гордість Житомирського національного агроекологічного університету»

- 2017 - медаль всеукраїнського об’єднання «Країна» «За віданність справі»

- 2017 - нагрудний знак «Слава Житомирського державного університету ім. І. Франка»

- 2017 - ювілейна медаль «15 років Міжнародному союзу козацтва»

- 2018 - почесна відзнака Управління у справах сім’ї, молоді та спорту Житомирської міської ради

- 2018 - орден Всеукраїнського об’єднання «Країна» «Зірка слави та заслуг»

- 2019 - відзнака НАН України «Науковець року-2019»

- 2019 - відзнака Житомирської обласної ради «Честь і слава Житомирщини»

## Почесні грамоти
1997 - Почесна грамота Міністерства освіти і науки України
2007, 2009, 2013, 2014, 2019, 2022 - грамоти управління сім’ї, молоді та спорту облдержадміністрації 
2008, 2017 - Почесна грамота Комітету з фізичного виховання і спорту Міністерства освіти і науки України 
2012, 2017 - Почесна грамота ЦР ДСТ «Колос»
2012, 2016 - грамота обласного управління освіти 
2012 - Почесна грамота Житомирської обласної державної адміністрації 
2012 - дипломом Міжнародної федерації гирьового спорту 
2013, 2019 - Лауреат спортивного року на Житомирщині
2014 - Почесна грамота Національної академії педагогічних наук України
2014, 2015, 2016 - лауреат щорічного обласного конкурсу «Краща книга року» у номінації «Із глибини знань» у номінації «Мій край» у номінації «Особистість і доба» 
2014, 2019, 2022 - грамоти Житомирського державного університету імені Івана Франка
2015 - подяка виконавчого комітету Житомирської міської ради
2015, 2022 - подяка управління у справах сім’ї, молоді та спорту Житомирської міської ради
2016 - переможець конкурсу «Інновації в освіті — 2014», подяка Асоціації ветеранів спорту України
2016 - подяка голови Житомирської обласної ради та іменний годинник (2017 р.)
2016 - грамота виконавчого комітету Житомирської міської ради 
2017 - подяка обласного центру фізичного здоров’я населення «Спорт для всіх»  
2017 - грамота обласного центру туризму, краєзнавства, спорту та екскурсій учнівської молоді Житомирської обласної ради
2019 - почесна відзнака «Честь і слава Житомирщини» 
2019 - лауреат ХХ Всеукраїнського конкурсу «Україна олімпійська» 
2020 - лауреат Всеукраїнської програми — «Золотий фонд нації» 
2020 - лауреат ХХ Всеукраїнського конкурсу серед спортивних журналістів «Україна олімпійська».

## Наукові інтереси та досягнення
Удосконалення навчально-виховного процесу з фізичного виховання студентів та створення найкращого в Україні науково-методичного забезпечення системи фізичного виховання студентів. Григорій Петрович є автором понад 632 наукових та науково-методичних праць з проблем теорії і методики фізичного виховання, педагогіки, психології спорту, історії фізичної культури (12 монографій, з яких 7 одноосібних, 23 навчальних посібників, серед яких 11 мають гриф Міністерства освіти і науки України) та 44 державні свідоцтва на право інтелектуальної власності України. Наукові праці опубліковані в 27 країнах світу.
Голова обласної громадської організації «Спілка ветеранів спорту Житомирщини». Член відділення Національного олімпійського комітету України в Житомирській області. Cуддя національної категорії з гирьового спорту.
Головний редактор «Вісника Житомирського державного університету імені Івана Франка, Педагогічні науки», член редколегії «Часопису НПУ ім. М.П. Драгоманова», збірника наукових праць Кам'янець-Подільського національного університету; модератор міжнародного наукового конгресу «Олімпійський спорт і спорт для всіх» (Тбілісі, 2018 р.). Член спеціалізованих рад із захисту кандидатських і докторських дисертацій: К 64.051.19 - Харківський національний університет ім. В. Н. Каразіна; Д 26.053.14 - Національний педагогічний університет ім. Н.П. Драгоманова; голова разової спеціалізованої ради ДФ 14.053.002 у Житомирському державному університеті імені Івана Франка. Керівник наукової школи «Методична система фізичного виховання».

## Викладає навчальні предмети
- Управління у сфері фізичної культури і спорту,
- Теорія і методика викладання атлетизму,
- Теорія і методика навчання (фізична культура),
- Актуальні проблеми фізичної культури,
- Технологія представлення та оформлення наукових досліджень,
- Фізичне виховання та СПВ.